# Convolvulus urosepalus
Convolvulus urosepalus är en vindeväxtart som beskrevs av Carlos Pau. Convolvulus urosepalus ingår i släktet vindor, och familjen vindeväxter. Inga underarter finns listade i Catalogue of Life.